# Бобишев Дмитро Васильович
Дмитро Васильович Бобишев (11 квітня 1936, Маріуполь) - російський поет і перекладач, есеїст, літературознавець. У 1979 році емігрував із СРСР. З 1983 року - громадянин США .

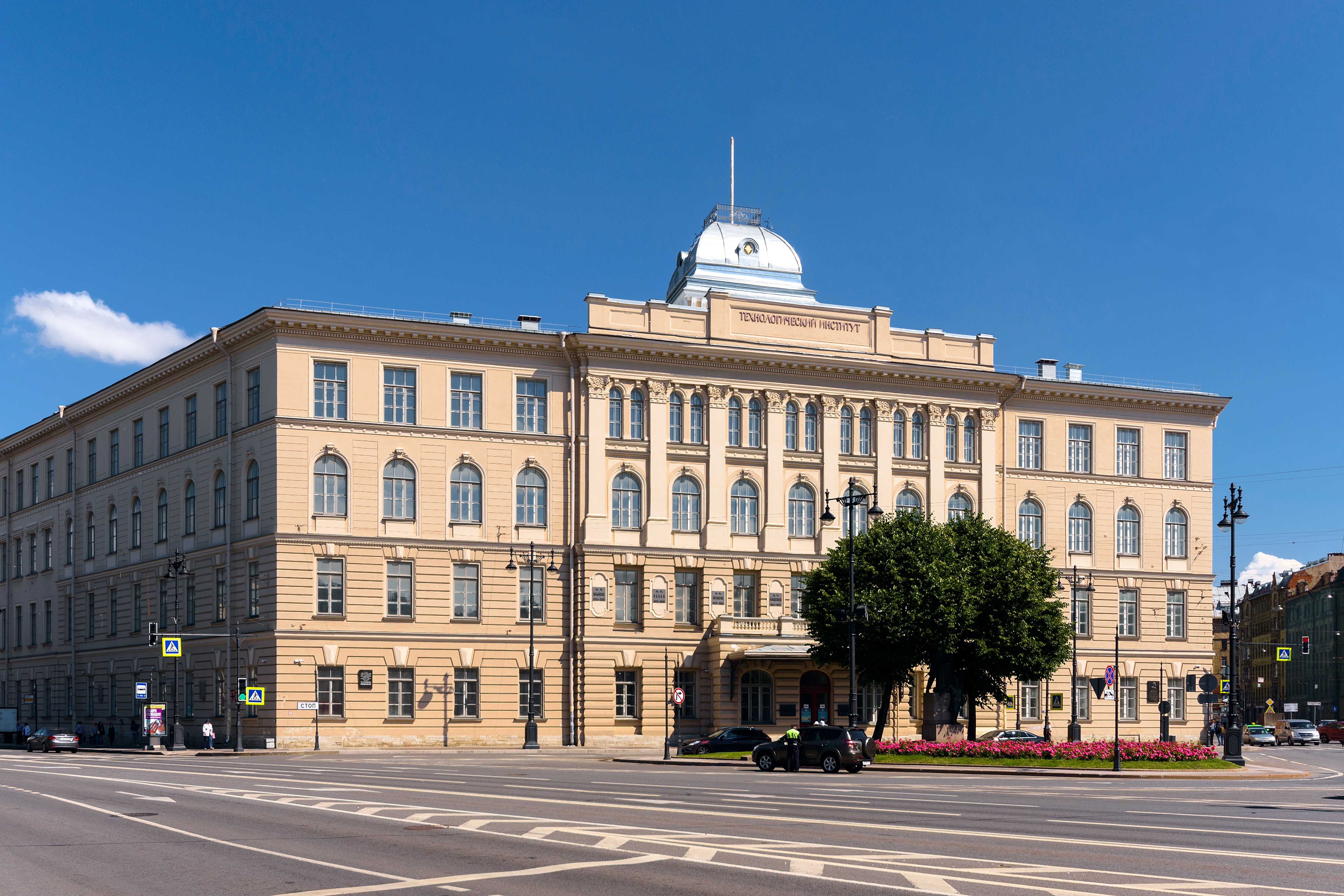
Ленінградський технологічний інститут

## Біографія
Дмитро Бобишев (справжнє прізвище Мещеряков) народився 11 квітня 1936 року в Україні в Маріуполі. Батько, В'ячеслав Мещеряков, архітектор. Його мати, Зінаїда Іванівна Павлова (двоюрідна сестра Г. С. Павлова), учений-хімік, жила в Ленінграді і поїхала до рідних перед пологами першої дитини, після чого повернулася в Ленінград. З дитинства жив у Ленінграді. Навесні 1941 року дід відвіз його до Маріуполя, де й застала їхня війна. Їм вдалося евакуюватись у Тбілісі, де Дмитро прожив до 1944 року.
Дмитро Бобишев (справжнє прізвище Мещеряков) народився 11 квітня 1936 року в Україні в Маріуполі. Батько, В'ячеслав Мещеряков, архітектор. Його мати, Зінаїда Іванівна Павлова (двоюрідна сестра Г. С. Павлова), вчений-хімік, жила в Ленінграді і поїхала до рідних перед пологами першої дитини, після чого повернулася до Ленінграду. З дитинства жив у Ленінграді. Весною 1941 року дід відвіз його до себе в Маріуполя, де і застала їх війна. Їм вдалося евакуюватися у Тбілісі, де Дмитро проживав до 1944 року.
Під час блокади Ленінграда батьки залишалися у місті, а батько Дмитра помер. У 1944 році мати вдруге вийшла заміж, і Дмитра усиновив його вітчим, Василь Костянтинович Бобишев, давши йому своє прізвище.
У 1959 році закінчив Ленінградський технологічний інститут, після якого п'ять років працював інженером з хімічного обладнання у ВНІПІЕТ, а потім редактором на телебаченні. 

Штат Іллінойс США на карті

Займається віршованою творчістю з середини 1950-х років, активний учасник ленінградського андеграундного літературного процесу 60-х та 70-х років. Публікувався в самвидаві (у тому числі в журналі Олександра Гінзбурга 'Синтаксис'). На початку 1960-х років разом з Йосипом Бродським, Анатолієм Найманом , Євгеном Рейном Бобишев входив у найближче коло Анни Ахматової. Дмитру, зокрема, поетеса присвятила одне із своїх віршів ('П'ята троянда').
У 1979 році емігрував з СРСР. У тому ж році, в Парижі, вийшла його перша книга віршів - 'Зіяння'. Зараз живе і працює у США - в Урбан - Шампейн, штат Іллінойс . Він професор Іллінойського університету, викладає російську мову та літературу. З 1983 року - громадянин США.
Автор десяти книг віршів, низки поетичних перекладів (сучасна американська поезія), а також томів мемуарної прози 'Я тут (людинотекст)'(2003), 'Автопортрет в особах (людинотекст, кн. 2)'(2008), та «Я в нетях»(2014). Автор-упорядник розділу «Третя хвиля» у «Словнику поетів російського зарубіжжя» (Санкт-Петербург, 1999). Входить до редколегії журналів «Слово/Word» (Нью-Йорк) та «Емігрантська ліра» (Бельгія).

## Творчість
Поезія Дмитра змагається з поезією Бродського в укоріненності в півторавікову російську поетичну традицію, але Бобишев вибирає радикальні прояви в цій традиції: одичну пишність XVIII століття і футуристичний пошук самодостатніх смислів у звучанні слів. Ці тенденції посилюються в післявід'їзній творчості Дмитра, коли їм дають нову  нові реалії , не обкатаний насамперед російським віршем лексика і топоніміка:
І - в Мінехаху, а то - в Кікапу,
у Півуокі, у Чатанугу з Чучею,
на чуючу — ту, що по броді — стежку:
по раста-барам тебе почастую
(З поеми «Життя Урбанське», назва якої прямо відсилає до вірша Державіна «Євгенія. Життя Званське».)
У віршах Дмитра річ йде і про відродження Росії до духовного життя , і про відродження традицій російського мистецтва, і відновлення коренів, без яких — безпам'ятство нації . Воно і є та духовна безодня з якої рядки поета закликають до Творця. Це поезія поворотного моменту від духовної смерті суспільства до відродження його самосвідомості.
І в товщах буття куди ми подімо
цей потрібний вигук: «Людсько, згинь! »
Нехай вудами в мені тремтить демон,
Але блудний син свій шлях уже пройшов,
в батьківську чорніє синь!
Блудний син - задавлений національний дух, це в даному випадку - синоніми. Так само відродження країни - результат відродження кожної окремої особи. Ніколи - від суспільства до людини, тільки від людини до суспільства. Відродження ж творчості одного поета, кожного поета (художника, артист...) - є умова і причина відродження національної культури.
З глибини земної, повітряної, водної,
сріблячись і закриваючи блакитним,
нехай розростеться пульс у мені сьогодні
до вогняних та духових глибин.
У поетиці ця позиція виражена тим, що поет не сприймає 'задубілих' думок та слів. Все — у русі , хисткому , невловимому , як чуйне листя вільхи, про яке на початку свого творчого шляху писав Бобишев: 'але є в ній відчуженість досконалості'. Ось цієї відчуженості , яка неминуче наступає, коли щось закінчено, зроблено, застигло — тепер не виносить поет. Символом вічної мінливості у нього стає морська хвиля. Цикл 'Хвилі' весь побудований за одним принципом: з хвилею у кожному вірші циклу порівнюється якесь духовне чи матеріальне явище. Єдність циклу — у твердженні правоти будь-якої хиткості, невизначеності, яка набагато точніша, ніж застигла 'відчуженість досконалості'.
Хто живе біля хвиль не знав,
як іде прилучення речі
до ритму? Як починається вал?
Ось порив і проліт, і провал…
Сам охрестить і відразу розкриє.
Скільки разів він плавця приймав
у ці ніжно-могутні кліщі!
Ритм – основа сутності, світу, закономірність руху. Він-початок почав. Спокій – є неіснування. Ритм-властивий всьому , від бігу планет до акордів рояля, від структури клітини , до ладу мови , від пісні та молитви і до роботи двигуна, від коливань електрона до архітектоніки квітки. Симетрія-теж ритм. Поза ритмом немає життя, немає навіть мертвої матерії! Ритм — уособлення творення, космосу на противагу хаосу, структури на протилежність ентропії(яка є дух неіснування).
Порядок не відкриє досконалості,
Але в ревно ритмічній роботі
народиться нас породжувальне жіночство.
Поет зводить в одну хвилю, як символ ритму , любов, як вищу творчу силу людини, сама творчість , як така — 'зате яку пісню ви заспіваєте...'. В основі — хвиля, хитке коливання, мінливість за законами ритму. І те, що ми не знаємо, часом, що робимо, закономірно цьому.
Не знає хвиля своїх глибин.
її хвилює те, що тонко збито
з напівслів, з напів-половин.
Краси овалами, обвалами лавин
розхитувалися тонни моноліту;
хвилею до хвилі складається молитва,
де склад - божественний, сенс - невловимий.
Осмислення цих закономірностей — перший крок до пізнання суті живого в цій безодні , в яку впала Росія. І починається відродження з малого. У твердженні цих істин , у відображенні цих процесів є філософський сенс поезії .

## Цитати
В стихах Бобышева речь идет о духовных переживаниях, видениях, о духовном опыте. Это поэзия философских поисков, причем в поисках смысла и красоты, Божественного в земном, в постижении материального мира всегда присутствует мир трансцендентный.
— (Sc #В. Казак)

У віршах Бобишева йдеться про духовні переживання, бачення, духовний досвід. Це поезія філософських пошуків, причому у пошуках сенсу і краси, Божественного в земному, у розуміння матеріального світу завжди присутній світ трансцендентний.
— Казак

Бобышев является одним из самых замечательных поэтов своего поколения.
Его ввела в литературу А. А. Ахматова, посвятившая ему стихотворение «Пятая роза».
Поэзия Бобышева метафизическая. Даже самые ранние его стихи напоминают псалмы, посвящённые «ласковому и грозному» Богу. В них он ищет небесное в земном, а человек для него не только «вещество плюс божество», но и «частица умная, живая»
— (Sc #Настольная книга Русской литературы. Под редакцией Виктора Терраса. Изд. Йельского университета (США), 1985.)

Бобишев є одним із найпрекрасніших поетів свого покоління.
Його ввела в літературу А. Ахматова, яка присвятила йому вірш «П'ята троянда».
Поезія Бобишова метафізична. Навіть ранні його вірші нагадують псалми, присвячені «лагідному та грізному» Богу. У них він шукає небесне в земному, а людина для нього не лише «речовина плюс божество», а й «частка розумна, жива»
— Настольная книга Русской литературы. Под редакцией Виктора Терраса. Изд. Йельского университета (США), 1985.

Бобышев — один из ярчайших поэтов ленинградского созвездия; его переезд на Запад в 1979 году был предварён сборником стихотворений «Зияния», вышедшем в Париже. С тех пор его самым впечатляющим произведением стали «Русские терцины» (1977—1978 гг.), начатые в Ленинграде и законченные в Милуоки.
— (Sc #Дж. С. Смит)

Бобишев є одним із найпрекрасніших поетів свого покоління.
Його ввела в літературу А. Ахматова, яка присвятила йому вірш «П'ята троянда».

Поезія Бобишова метафізична. Навіть ранні його вірші нагадують псалми, присвячені «лагідному та грізному» Богу. У них він шукає небесне в земному, а людина для нього не лише «речовина плюс божество», а й «частка розумна, жива»— С. Смит

Стихи его стали сильнее, убедительнее, творческая индивидуальность выявилась отчётливее. Наступила творческая зрелость… Творческие поиски поэта — продолжаются. Он не стоит на месте.
— (Sc #Вадим Шефнер)

Вірші його стали сильнішими, переконливішими, творча індивідуальність виявилася виразнішою. Настала творча зрілість... Творчі пошуки поета продовжуються. Він не стоїть на місці.
— Вадим Шефнер

## Премії
- Премія «Пушкін і XXI століття» ( 2020 )

## Видання
- Зяяння: Вірші. - Paris : YMCA-Press, 1979., 238 с. [1] л. портр.
- Звірі св. Антонія: Бестіарій. - Іл. Михайло Шемякін . - New York : Apollon Foundation, 1989. 50 с. - Іл.
- Російські терцини та інші вірші. - СПб. : Всесвітнє слово, 1992. - 112 с.: з портр. на обороті обклад. Художня. Ігор Тюльпанов. - 2500 прим.
- Повнота всього. - СПб.: Водолій, 1992. - 144 с., 3500 прим. ISBN 5-87852-004-4
- Ангели та сили. - Нью-Йорк: Слово Word, 1997.
- Я тут. Людинотекст. - М. .: Вагріус, 2003. - 400 c. ISBN 5-9560-0026-0 (у пров. )
- Знайомства слів: Вибрані вірші. - М: Новий літературний огляд, 2003.
- Жар-Куст. - Paris: Editions de Montmartre, 2003.
- Ода повітроплавання: Вірші останніх років. - М.: Час, 2007. - 104 с. ISBN 978-5-9691-0238-5
- Автопортрет в обличчях. Людинотекст, книга друга. - М.: Час, 2008. ISBN 978-5-9691-0357-3
- Почуття величезності. - Франкфурт-на-Майні: Літературний європеєць, 2017.